# Ernst Kovács
Ernst Kovács (* 11. November 1884 in Österreich-Ungarn; † im 20. Jahrhundert) war ein österreichischer Wasserballspieler.

## Karriere
Kovács nahm an den Olympischen Spielen 1912 in Stockholm teil. Hier erreichte er mit der österreichischen Nationalmannschaft den vierten Rang. Neben dem Wasserball war er auch im Schwimmsport aktiv.